# Jack Martin Smith
Jack Martin Smith (né le 2 janvier 1911, mort le 7 novembre 1993) est un chef décorateur et directeur artistique de Hollywood. Il a participé à plus de 130 films et a été récompensé de trois Oscars et six autres nominations.

## Filmographie

### Télévision
- 1959 : Dobie Gillis (The Many Loves of Dobie Gillis) (épisodes inconnus) (série télévisée)
- 1960 : Aventures dans les îles (Adventures in Paradise) (série télévisée)
- 1961 : C'est arrivé à Sunrise (Bus Stop) (série télévisée)
- 1964 : 12 O'Clock High (en) (série télévisée)
- 1964 : Voyage au fond des mers (Voyage to the Bottom of the Sea) (série télévisée)
- 1964-1970 : Daniel Boone (Daniel Boone) (série télévisée)
- 1965 : Perdus dans l'espace (Lost in Space) (série télévisée)
- 1965 : The Loner (en) (série télévisée)
- 1966 : Batman (Batman) (série télévisée)
- 1966 : Le Frelon vert (The Green Hornet) (série télévisée)
- 1966 : Au cœur du temps (The Time Tunnel) (série télévisée)
- 1967 : Judd for the Defense (épisodes inconnus) (série télévisée)
- 1967 : Dick Tracy (téléfilm)
- 1968 : Au pays des géants (Land of the Giants) (série télévisée)
- 1969 : Madame et son fantôme (The Ghost & Mrs. Muir) (série télévisée)
- 1969 : Bracken's World (épisodes inconnus) (série télévisée)
- 1969 : Daughter of the Mind (téléfilm)
- 1970 : Along Came a Spider (téléfilm)
- 1970 : The Challenge (en) (téléfilm)
- 1970 : Julia (série télévisée)
- 1970 : Arnie (en) (série télévisée)
- 1970 : Tribes (en) (téléfilm)
- 1970 : Nanny et le professeur (Nanny and the Professor) (série télévisée)
- 1971 : Powderkeg (téléfilm)
- 1971 : Sam Cade (Cade's County) (épisodes inconnus) (série télévisée)
- 1971 : L'Homme de papier (Paper Man) (téléfilm)
- 1971 : They Call It Murder (en) (téléfilm)
- 1972 : Fireball Forward (téléfilm)
- 1975 : Sky Heist (téléfilm)
- 1975 : Strange New World (téléfilm)

### Cinéma
- 1944 : Broadway Rhythm
- 1944 : Le Chant du Missouri (Meet Me in St. Louis)
- 1945 : Yolanda et le Voleur (Yolanda and the Thief)
- 1945 : Ziegfeld Follies
- 1946 : Féerie à Mexico (Holiday in Mexico)
- 1948 : Belle Jeunesse (Summer Holiday)
- 1948 : Le Pirate (The Pirate)
- 1948 : Parade de printemps (Easter Parade)
- 1948 : Ma vie est une chanson (Words and Music)
- 1949 : Madame Bovary
- 1949 : Un jour à New York (On the Town)
- 1950 : Voyage à Rio (Nancy Goes to Rio)
- 1950 : Summer Stock
- 1951 : Mariage royal (Royal Wedding)
- 1951 : Show Boat
- 1952 : La Belle de New York (The Belle of New York)
- 1952 : La Première Sirène (Million Dollar Mermaid)
- 1953 : Cupidon photographe (I Love Melvin)
- 1953 : Le Retour de don Camillo
- 1953 : Traversons la Manche (Dangerous When Wet)
- 1953 : Désir d'amour (Easy to Love)
- 1954 : La Vallée des Rois (Valley of the Kings)
- 1955 : La Plume blanche (White feather)
- 1955 : Le Rendez-vous de Hong Kong (Soldier of Fortune)
- 1955 : Seven Cities of Gold
- 1956 : Carousel
- 1956 : L'Homme au complet gris (The Man in the Gray Flannel Suit)
- 1956 : Derrière le miroir (Bigger Than Life)
- 1956 : Bandido caballero (Bandido)
- 1956 : L'Enfant du divorce (Teenage rebel)
- 1957 : Ombres sous la mer (Boy on a Dolphin)
- 1957 : Elle et lui (An Affair to Remember)
- 1957 : Les Plaisirs de l'enfer (Peyton Place)
- 1958 : The Barbarian and the Geisha
- 1959 : La Ferme des hommes brûlés (Woman Obsessed) de Henry Hathaway
- 1959 : Rien n’est trop beau (The Best of Everything)
- 1960 : Can-Can
- 1960 : Le Grand Sam (North to Alaska)
- 1961 : Sanctuaire (Sanctuary)
- 1961 : All Hands on Deck
- 1961 : Les lauriers sont coupés (Return to Peyton Place)
- 1961 : Snow White and the Three Stooges
- 1961 : Amour sauvage (Wild in the Country)
- 1961 : Le Sous-marin de l'apocalypse (Voyage to the Bottom of the Sea)
- 1961 : Marines, en avant ! (Marines, Let's Go!) de Raoul Walsh
- 1961 : Les Comancheros (The Comancheros)
- 1961 : Pirates of Tortuga
- 1961 : La Farfelue de l'Arizona (The Second Time Around)
- 1962 : Bachelor Flat
- 1962 : Tendre est la nuit (Tender Is the Night)
- 1962 : La Foire aux illusions (State Fair)
- 1962 : Monsieur Hobbs prend des vacances (Mr. Hobbs Takes a Vacation)
- 1962 : Hemingway's Adventures of a Young Man
- 1962 : Cinq Semaines en ballon (Five Weeks in a Balloon)
- 1963 : Cléopâtre (Cleopatra)
- 1963 : Les Loups et l'Agneau (The Stripper) de Franklin J. Schaffner
- 1963 : Ah! Si papa savait ça (Take Her, She's Mine)
- 1963 : Pousse-toi, chérie (Move Over, Darling)
- 1964 : Madame Croque-maris (What a Way to Go!)
- 1964 : Shock Treatment
- 1964 : Le Crash mystérieux (Fate Is the Hunter)
- 1964 : Rio Conchos
- 1964 : Au revoir, Charlie (Goodbye Charlie)
- 1964 : Trois filles à Madrid (The Pleasure Seekers)
- 1965 : Chère Brigitte (Dear Brigitte)
- 1965 : L'Encombrant Monsieur John (John Goldfarb, Please Come Home)
- 1965 : L'Express du colonel von Ryan (Von Ryan's Express)
- 1965 : Morituri
- 1965 : La Récompense (The Reward)
- 1965 : L'Extase et l'Agonie (The Agony and the Ecstasy)
- 1965 : Ne pas déranger s'il vous plaît (Do Not Disturb)
- 1966 : Daniel Boone: Frontier Trail Rider
- 1966 : Our Man Flint
- 1966 : Stagecoach
- 1966 : Batman
- 1966 : Smoky
- 1966 : Le Voyage fantastique (Fantastic Voyage)
- 1966 : Tiens bon la rampe, Jerry (Way… Way Out)
- 1966 : OSS contre Gestapo (en) (I Deal in Danger)
- 1967 : F comme Flint (In Like Flint)
- 1967 : Hombre
- 1967 : Caprice
- 1967 : Petit guide pour mari volage (A Guide for the Married Man)
- 1967 : L'Affaire Al Capone (The St. Valentine's Day Massacre)
- 1967 : Une sacrée fripouille (The Flim-Flam Man)
- 1967 : Tony Rome est dangereux (Tony Rome)
- 1967 : L'Extravagant docteur Dolittle (Doctor Dolittle)
- 1967 : La Vallée des poupées (Valley of the Dolls)
- 1968 : La Planète des singes (Planet of the Apes)
- 1968 : Le Détective (The Detective)
- 1968 : Bandolero!
- 1968 : Fureur à la plage (The Sweet Ride)
- 1968 : The Secret Life of an American Wife
- 1968 : Pretty Poison
- 1968 : Le Dernier Bastion (The Legend of Custer)
- 1968 : L'Étrangleur de Boston (The Boston Strangler)
- 1969 : Che!
- 1969 : Justine
- 1969 : Butch Cassidy et le Kid (Butch Cassidy and the Sundance Kid)
- 1969 : Hello, Dolly !
- 1970 : MASH
- 1970 : Le Secret de la planète des singes (Beneath the Planet of the Apes)
- 1970 : La Vallée des plaisirs (Beyond the Valley of the Dolls)
- 1970 : Myra Breckinridge
- 1970 : Move
- 1970 : Tora! Tora! Tora!
- 1970 : Cover Me Babe (en)
- 1970 : L'Insurgé (The Great White Hope)
- 1971 : Les Évadés de la planète des singes (Escape from the Planet of the Apes)
- 1972 : The Culpepper Cattle Co.
- 1973 : Ace Eli and Rodger of the Skies
- 1973 : L'Empereur du Nord (Emperor of the North Pole)
- 1974 : Lost in the Stars
- 1975 : Les Insectes de feu (Bug)
- 1977 : Peter et Elliott le dragon (Pete's Dragon)